# ケース・スホーネンベーク
ケース・スホーネンベーク（Kees Schoonenbeek、1947年10月1日 - ）はオランダの作曲家。

## 来歴
アーネムに生まれ、1963年から1969年までアーネム音楽学校でピアノを、1971年から1976年までティルブルフのブラバント音楽院でヤン・ファン・ダイクに音楽理論と作曲を学んだ。
1975年から1977年までブラバント音楽院で、1977年から1980年までアムステルダム大学で、それぞれ音楽理論を教え、1980年からブラバント音楽院に戻って作曲、音楽理論、管弦楽法を教えている。
作曲家として管弦楽曲や室内楽曲、声楽曲などの作品があるが、特に1980年頃からさまざまな難易度で吹奏楽曲やブラスバンド曲、ファンファーレバンド曲を多く作曲している。1978年にブラバント音楽院から作曲賞を授与されており、1983年には吹奏楽曲「トリストロファ」でローヘム市音楽賞を受賞、イタリアのコルチャーノ国際吹奏楽作曲コンクールでは、1990年に「シンフォニエッタ第2番」で佳作、2002年に「黒い光」で3位（カテゴリー1）をそれぞれ獲得している。
1989年に自身の出版社としてカンツォーナ・ミュージック（Canzona Music）を設立した。

## 主要作品

### 管弦楽曲
- ブラバント狂詩曲 (Brabantse Rapsodie)

### 吹奏楽曲、ブラスバンド曲
- 「武装した人」による幻想曲 (Fantasia super l'Homme Armé)
- トリストロファ (Tristropha)
- 黒い光 (The Black Light)
- アーサー王 (King Arthur)
- 黄金時代 (The Golden Age)
- シンフォニエッタ (Symfoniëtta)

### 声楽曲
- ミサ・ブレヴィス (Missa Brevis)